# إستيلا ماري طومسون
إستيلا ماري طومسون (بالإنجليزية: Estella Marie Thompson) هي بائعة هوى ‏ أمريكية، ولدت في 9 أغسطس 1969 في سان فرانسيسكو في الولايات المتحدة.

## وصلات خارجية
- إستيلا ماري طومسون على موقع IMDb (الإنجليزية)
- إستيلا ماري طومسون على موقع قاعدة بيانات الفيلم (الإنجليزية)